# M/V Bourbon Orca
M/V Bourbon Orca var ett  norskt offshorefartyg som byggdes år 2006 på Ullstein Verft åt rederiet Bourbon Offshore Norway i Fosnavåg. Fartyget utsågs samma år till Ship of the Year av tidningen Skibsrevyen.
Fören och aktern byggdes i Gdansk i Polen och bogserades till Ullsteinvik. Skrovet började byggdes under hösten 2005 och det fullt utrustade fartyget levererades till ägarna i oktober 2006. Fartyget hade plats för upp till 35 personer.

## Förliset
Den 12 april 2007 kantrade Bourbon Orca omkring 75 sjömil nordväst för Shetlandsöarna  i samband med flyttningen av ett ankare till den flytande, halvt nedsänkbara oljeplattformen Transocean Rather. Sju personer räddades och tre hittades avlidna. Fyra personer  hittades aldrig. De överlevande flögs till 
Lerwick på Shetlandsöarna. Enligt vittnesuppgifter hade  ankarkättingen hade kommit över på babordsidan af fartyget och hade dragit det runt. Bourbon Orca blev liggande upp och ned med kölen uppåt.
Dagen efter forliset genomsökte dykare från  Storbritanniens marinkår området runt fartyget för att leta efter efter de saknade besättningsmännen. Ankarkättingen mellan Bourbon Orca och oljeplatformen kapades som förberedelse för en bärgning.  Fartyget sjönk emellertid söndagen den 15 april kl. 21.15. Vraket ligger på 1 100 meters djup.